# Drept

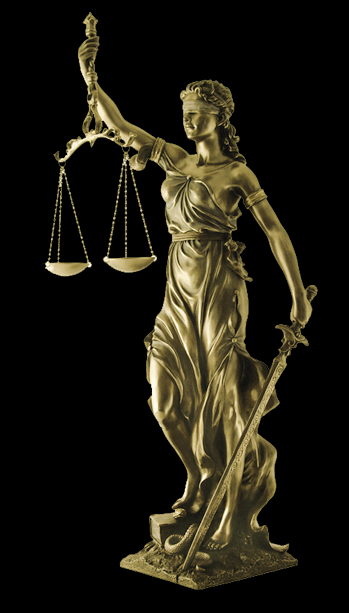
Statuia Justiției, o zeiță care simbolizează justiția, având o sabie – simbolizând puterea coercitivă a unui tribunal –, balanța – reprezentând un standard obiectiv prin care sunt cântărite plângerile depuse – și legată la ochi, indicând faptul că justiția ar trebui să fie imparțială și obiectivă, fără teamă sau favoruri și fară să țină cont de bani, bogăție, putere sau identitate.

Dreptul este un sistem de reguli, care sunt create și puse în aplicare prin intermediul unor instituții sociale sau guvernamentale pentru a reglementa comportamentul. Dreptul este un sistem care ajută la reglementare și prin care se asigură că o comunitate arată respect și egalitate în interiorul ei. Legile aplicate de stat pot fi făcute printr-o legislatură colectivă sau printr-un singur legiuitor, care rezultă în lege, de către executiv prin decrete și reglementări sau stabilite de către judecători prin precedent, în mod normal în jurisdicțiile de drept comun.
Noțiunea juridică de Drept reprezintă totalitatea regulilor și normelor juridice care reglementează conduita oamenilor în relațiile sociale, într-o colectivitate politic determinată, susceptibile de a fi impuse prin forța coercitivă a statului. Tot prin Drept este desemnată și știința care studiază aceste reguli și norme juridice.
Cuvântul Drept provine din latinescul „directus”, ceea ce înseamnă linie dreaptă, riglă, drept, dar corespondentul termenului juridic este „jus” - drept, dreptate, licit.

## Dreptul în general

### Definiția dreptului
În societatea omenească acțiunile omului sunt determinate de trebuințele sale. Aceste acțiuni, individuale sau și comune ale unor indivizi din societate, trebuie însă limitate pentru că, în mod inerent, interesele personale ale unuia vin deseori în conflict cu cele ale altuia, ceea ce ar putea dăuna însăși existenței societății. Diversitatea și complexitatea relațiilor sociale fac necesară organizarea și reglementarea raporturilor dintre oameni sau grupuri de oameni, pentru a face posibilă conviețuirea în cadrul societății.
Dreptul unui om poate fi îngrădit și prin abuz, exercitat de o altă persoană sau grup de persoane.
Dreptul reprezintă un ansamblu de reguli de comportare în relațiile sociale, al căror principal caracter este obligativitatea, la nevoie impusă, pentru toți membrii societății organizate. Prin urmare, dreptul este în mod inerent un fenomen social, care are în vedere relațiile dintre o persoană și cele înconjurătoare ei, și unul ordonator, prin rolul său de pacificare a conflictelor și dezordinii sociale.
Din punctul de vedere al științei Dreptului, prin această noțiune se înțelege atât dreptul pozitiv (ca parte a dreptului obiectiv), cât și dreptul subiectiv.
Prin extensie, prin Drept se înțelege și știința - obiect de învățământ superior - care studiază aceste reguli sub toate aspectele.

### Norma de drept
Norma de drept este o regulă de conduită generală, impersonală și obligatorie, instituită sau sancționată de autoritatea publică, aplicată din conștiința juridică a oamenilor și, în caz de abatere, prin constrângerea asigurată de autoritatea publică.
Norma de drept sau norma juridică se caracterizează, deci, prin:
- Generalitate, manifestată prin aceea că regula de conduită prescrisă este tipică, ea urmând să se aplice ori de câte ori se ivesc condițiile prevăzute în ipoteza ei.
- Impersonalitate, în sensul că se adresează unui număr nedeterminat de persoane.
- Obligativitate, ceea ce înseamnă că norma juridică reprezintă o dispoziție care trebuie aplicată, la nevoie, prin intervenția forței de constrângere a autorității publice.
- Validitate, acesta însemnând, pe de o parte, existența ca atare a normei, iar pe de altă parte, legalitatea actului de emitere a acestei norme. Cu alte cuvinte, norma trebuie să fie în vigoare și să existe un act legal al emiterii ei.
- Coercibilitate. Dacă, în principiu, norma este reprezentată de bună voie, prin esența sa însă ea este coercibilă, în cazul în care nu se aplică, aplicarea ei putându-se realiza cu forța.

După caracterul conduitei prescrise, normele juridice se împart în:
- Norme imperative sau categorice sunt normele de la dispoziția cărora nu se admite nici o derogare, sub sancțiune.
- Norme permisive sau dispozitive sunt normele care lasă subiectelor de drept latitudinea de a-și alege comportarea în ipoteza dată.

Elementele normei juridice sunt:
- Ipoteză
- Dispoziție
- Sancțiune

### Izvoarele de drept
Principalul izvor formal de drept este actul normativ, adică actul autorității publice competente cuprinzând norme juridice, reprezentat prin noțiunea de lege, ce constituie ansamblul de reguli a căror aplicare este garantată de stat.
Legile sunt de trei categorii:
- Constituționale, care reglementează cele mai importante relații sociale, constituind baza juridică a celorlalte legi. Ele se referă la forma de guvernământ, definesc structurile și atribuțiile puterilor în stat, formulează și proclamă drepturile, libertățile și îndatoririle fundamentale ale cetățenilor.
- Organice, legi care reglementează organizarea și atribuțiile unor organe ale statului, sistemul electoral, regimul proprietății, raporturile de muncă în general, organizarea administrativă a teritoriului.
- Ordinare, legi adoptate în baza Constituției, reglementând cele mai variate relații sociale.

## Filozofia dreptului
Dar, la urma urmei , ce este legea? [...] Când spun că obiectul legilor este întotdeauna general, înțeleg prin aceasta că legea îi privește pe supuși in corpore, iar acțiunile în mod abstract- fără să aibă vreodată în vedere un om ca individ sau o acțiune particulară. [...] De unde rezultă că nu-și mai are rostul întrebarea cui aparține dreptul de a face legi, acestea fiind acte ale voinței generale; nici dacă principele este mai presus de legi, fiindcă el este membru al statului; nici dacă legea poate fi nedreaptă, fiindcă nimeni nu este nedrept fată de sine însuși, și, în sfârșit, nici dacă, fiind supus legilor, ești liber, întrucât legile sunt niște dispoziții ale voințelor noastre. 
Filozofia dreptului, cunoscută sub denumirea de jurisprudență, este studiul conceptual și critic al dreptului. Ea ridică întrebări esențiale, precum „ce ar trebui să fie dreptul?” în cadrul jurisprudenței normative și „ce este dreptul?” în cadrul jurisprudenței analitice. Aceste domenii explorează nu doar relația dintre drept și morală, ci și natura și fundamentul normelor juridice, precum și criteriile care susțin structurile și practicile juridice.

### Jurisprudența analitică
Au existat numeroase încercări de a formula „o definiție universal acceptabilă a dreptului”. În 1972, Baronul Dennis Lloyd a sugerat că o astfel de definiție nu poate fi realizată. Hilaire McCoubrey și Nigel White au susținut că întrebarea „ce este dreptul?” nu are un răspuns simplu. Glanville Williams a afirmat că semnificația termenului „drept” depinde de contextul în care este folosit. De exemplu, el a arătat că „dreptul cutumiar timpuriu” și „dreptul municipal” sunt două contexte în care termenul „drept” are semnificații diferite și ireconciliabile. Thurman Arnold a susținut că este evident imposibil să oferim o definiție exhaustivă a termenului „drept”, dar la fel de evident este că efortul de a-l defini nu trebuie abandonat. Există și perspectiva conform căreia nu este necesar să definim termenul „drept” (de exemplu, „să renunțăm la generalități și să ne concentrăm pe cazuri concrete”).
O definiție a dreptului este că acesta reprezintă un sistem de reguli și principii care sunt aplicate prin instituții sociale pentru a reglementa comportamentul. În Conceptul de Drept, H. L. A. Hart a argumentat că dreptul constituie un „sistem de reguli”; John Austin a afirmat că dreptul este „comanda unui suveran, susținută de amenințarea unei sancțiuni”; Ronald Dworkin descrie dreptul ca un „concept interpretativ” destinat să realizeze dreptate în lucrarea sa Imperiul dreptului; iar Joseph Raz susține că dreptul este o „autoritate” care mediază interesele indivizilor. Judecătorul american Oliver Wendell Holmes a definit dreptul ca fiind „predicțiile despre ce vor face instanțele în realitate și nimic mai pretențios”. În Tractatus de Legibus, Toma de Aquino argumentează că dreptul este o ordonare rațională a lucrurilor care privesc binele comun și care este promulgată de către cel responsabil cu îngrijirea comunității. Această definiție conține atât elemente pozitiviste, cât și naturaliste.

### Conexiunea cu moralitatea și dreptatea

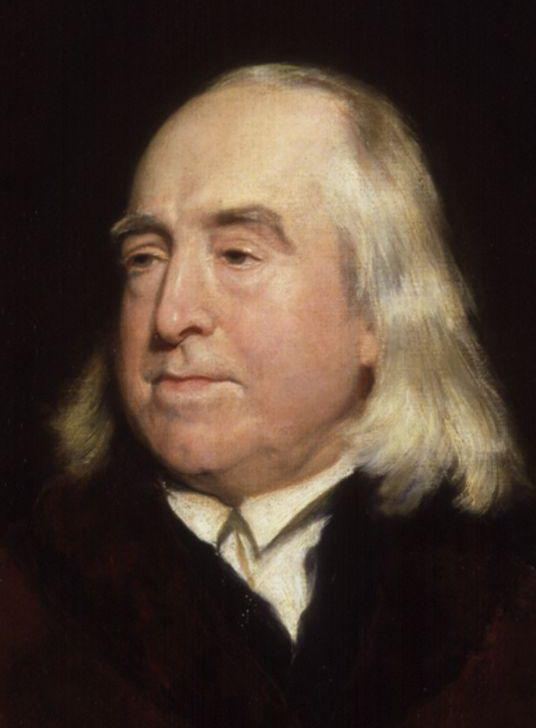
Teoriile utilitariste ale lui Bentham au rămas dominante în drept până în secolul al XX-lea.

Definițiile dreptului ridică frecvent problema în ce măsură dreptul încorporează moralitatea. Răspunsul utilitarist al lui John Austin a fost că dreptul reprezintă „comenzi, susținute de amenințarea sancțiunilor, emise de un suveran căruia oamenii i se supun în mod obișnuit”. Pe de altă parte, juriștii naturaliști, precum Jean-Jacques Rousseau, susțin că dreptul reflectă legi esențialmente morale și imuabile ale naturii. Conceptul de „drept natural” a apărut în filozofia greacă antică, în strânsă legătură cu noțiunea de dreptate, și a fost reintegrat în cultura occidentală prin scrierile lui Toma de Aquino, în special în Summa Teologică (Prima Secundae, De Lege), cunoscut și sub denumirea propusă de „Tratatul despre drept”.
Hugo Grotius, fondatorul unui sistem raționalist de drept natural, a argumentat că dreptul provine atât dintr-un impuls social — așa cum a indicat Aristotel — cât și din rațiune. Immanuel Kant a susținut că un imperativ moral impune ca legile „să fie formulate astfel încât să fie considerate legi universale ale naturii”. Jeremy Bentham și studentul său John Austin, urmându-l pe David Hume, au considerat că aceasta confunda problema „ce este” cu „ce ar trebui să fie”. Bentham și Austin au pledat pentru pozitivismul juridic, argumentând că dreptul pozitiv este complet separat de „moralitate”.  Kant a fost, de asemenea, criticat de Friedrich Nietzsche, care a respins principiul egalității și a afirmat că dreptul emană din voința de putere și nu poate fi etichetat ca „moral” sau „imoral”.
În 1934, filozoful austriac Hans Kelsen a continuat tradiția pozitivistă în lucrarea sa „Teoria pură a dreptului”. Kelsen a afirmat că, deși dreptul este distinct de moralitate, acesta este dotat cu „normativitate”, ceea ce înseamnă că trebuie să fie respectat. În timp ce legile sunt declarații pozitive de tip „ce este” (de exemplu, amenda pentru mersul cu spatele pe autostradă este de 500 €), dreptul ne indică ce „ar trebui” să facem. Astfel, fiecare sistem juridic poate fi ipotezat să aibă o „normă fundamentală” (germană Grundnorm) care ne obligă să respectăm legea. Principalul critic al lui Kelsen, Carl Schmitt, a respins atât pozitivismul, cât și ideea statului de drept, deoarece nu a acceptat primatul principiilor normative abstracte asupra pozițiilor și deciziilor politice concrete. Prin urmare, Schmitt a promovat o jurisprudență a excepției (starea de urgență), care nega că normele juridice ar putea cuprinde întreaga experiență politică.
Mai târziu în secolul XX, H. L. A. Hart l-a criticat pe Austin pentru simplificările sale și pe Kelsen pentru ficțiunile sale în lucrarea „Conceptul de drept”. Hart a argumentat că dreptul este un sistem de norme, împărțit în norme primare (norme de conduită) și norme secundare (norme adresate funcționarilor pentru aplicarea normelor primare). Normele secundare se împart în norme de adjudecare (pentru soluționarea disputelor juridice), norme de modificare (care permit modificarea legilor) și norma de recunoaștere (care permite identificarea legilor ca fiind valide). Doi dintre studenții săi, Ronald Dworkin și Joseph Raz, au continuat dezbaterea. În lucrarea sa „Imperiul dreptului”, Ronald Dworkin l-a criticat pe Hart și pe pozitivisti pentru refuzul de a considera dreptul ca o problemă morală. Dworkin susține că dreptul este un „concept interpretativ” care necesită ca judecătorii să găsească cea mai potrivită și mai justă soluție pentru o dispută juridică, având în vedere că abordarea sa teoretică este profund influențată de tradițiile constituționale anglo-americane. Joseph Raz, pe de altă parte, a apărat perspectiva pozitivistă și a criticat abordarea „tezei sociale blânde” a lui Hart în „Autoritatea dreptului”. Raz argumentează că dreptul este autoritate, identificabilă exclusiv prin surse sociale și fără referire la raționamente morale. Din perspectiva sa, orice clasificare a normelor dincolo de rolul lor de instrumente autoritare în reglementarea relațiilor sociale este mai bine lăsată sociologiei decât jurisprudenței.

## Sisteme de drept
În general, sistemele de drept pot fi împărțite în sisteme de drept civil și sisteme de drept comun. Doctrina juridică modernă susține că importanța acestei distincții a scăzut progresiv. Numeroasele transplanturi juridice, caracteristice dreptului modern, au condus la împărtășirea multor trăsături considerate tradițional specifice fie dreptului comun, fie dreptului civil. Al treilea tip de sistem de drept este dreptul religios, bazat pe scripturi. Sistemul juridic specific prin care este guvernată o țară este adesea determinat de istoria sa, de legăturile internaționale sau de aderarea la standardele internaționale. Sursele pe care jurisdicțiile le recunosc ca având autoritate obligatorie sunt trăsăturile definitorii ale oricărui sistem de drept.

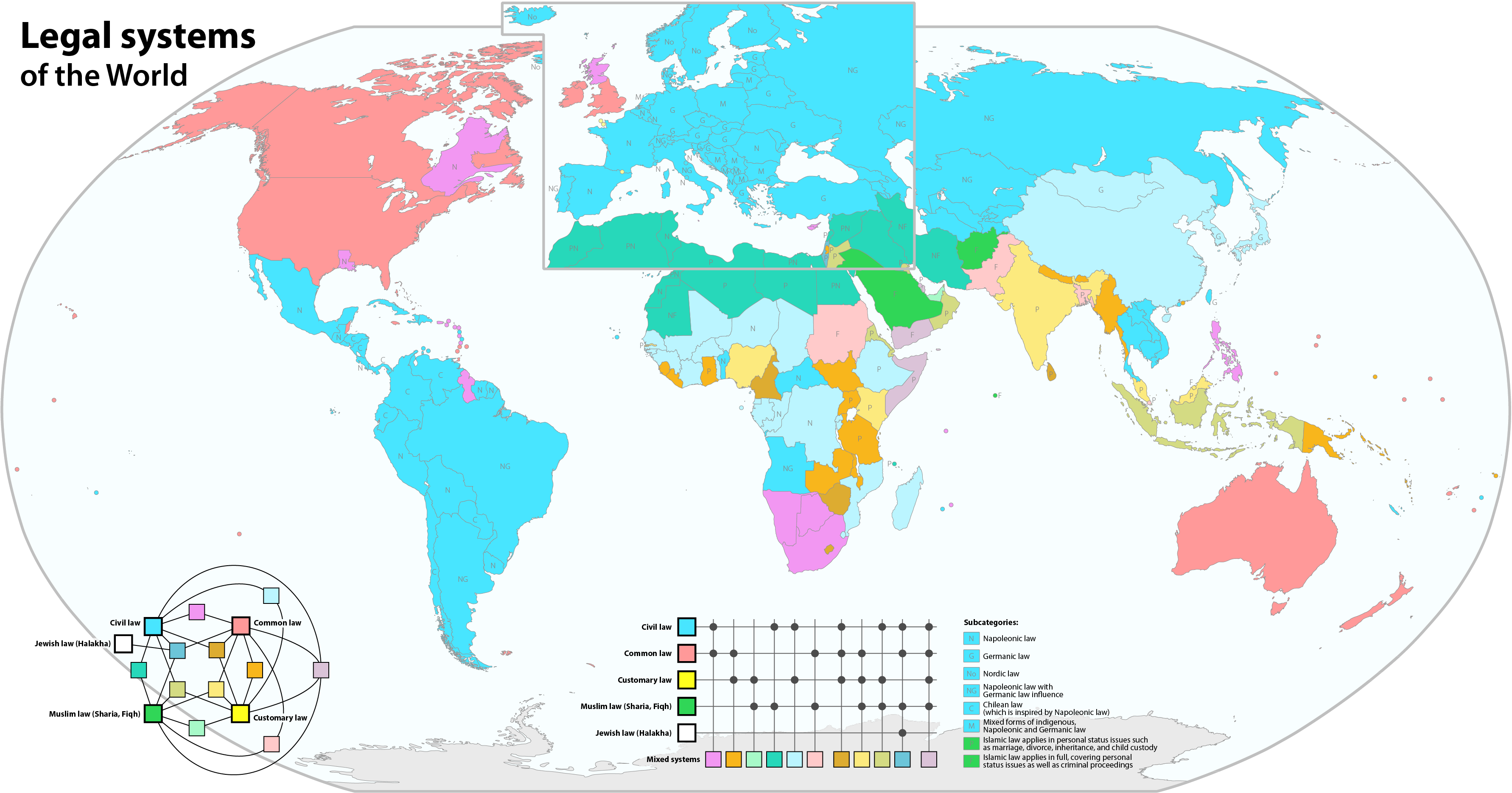
Harta colorată a sistemelor juridice din întreaga lume, care reprezintă sistemele de drept civil, drept comun, drept religios, drept cutumar și sistemele juridice mixte. Sistemele de drept comun sunt colorate în roz, iar sistemele de drept civil sunt colorate în albastru/turcoaz.

### Dreptul civil

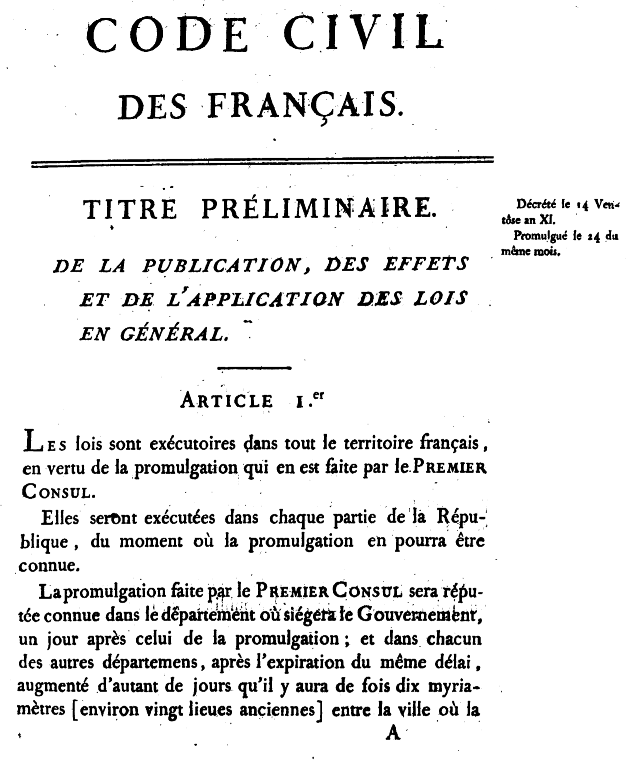
Prima pagină a ediției din 1804 a Codului Napoleonic

Dreptul civil este sistemul de drept utilizat în majoritatea țărilor din lume astăzi, inclusiv România. În dreptul civil, sursele recunoscute ca fiind autoritative sunt, în principal, legislația—în special codificările în constituții sau legile adoptate de autoritățile statale—și cutuma. Codificările datează de milenii, un exemplu timpuriu fiind Codul lui Hammurabi din Babilon. Sistemele moderne de drept civil derivă în esență din codurile juridice emise de împăratul bizantinIustinian I în secolul al VI-lea, care au fost redescoperite în Italia secolului al XI-lea. Dreptul roman în perioada Republicii și Imperiului Roman era puternic procedural și nu avea o clasă juridică profesionistă. În schimb, un magistrat laic, iudex, era desemnat să judece. Deciziile nu erau publicate într-o manieră sistematică, astfel încât orice jurisprudență care se dezvolta era mascată și aproape nerecunoscută. Fiecare caz trebuia să fie soluționat de la zero, pe baza legilor statului, reflectând (teoretica) lipsă de importanță a deciziilor judecătorilor pentru cazurile viitoare în sistemele de drept civil de astăzi. Între anii 529 și 534 d.Hr., împăratul bizantin Iustinian I a codificat și consolidat dreptul roman existent până la acel moment, reducând volumul masiv de texte juridice la doar o douăzecea parte din ceea ce exista anterior. Acest corpus a devenit cunoscut sub numele de Corpus Juris Civilis. După cum a scris un istoric al dreptului, "Iustinian s-a uitat în mod conștient înapoi la epoca de aur a dreptului roman și a urmărit să-l restaureze la apogeul pe care îl atinsese cu trei secole înainte." Codul lui Iustinian a rămas în vigoare în Est până la căderea Imperiului Bizantin. Între timp, Europa Occidentală s-a bazat pe un amestec de Codexul Teodosian și dreptul cutumiar germanic până la redescoperirea Codului lui Iustinian în secolul al XI-lea, cod pe care juriștii de la Universitatea din Bologna l-au folosit pentru a interpreta propriile lor legi. Codificările de drept civil bazate îndeaproape pe dreptul roman, alături de influențe din dreptul religios, precum dreptul canonic, au continuat să se răspândească în toată Europa până în perioada Iluminismului. Apoi, în secolul al XIX-lea, atât Franța, cu Codul Civil, cât și Germania, cu Bürgerliches Gesetzbuch, și-au modernizat codurile juridice. Aceste două coduri au influențat puternic nu doar sistemele de drept ale țărilor din Europa continentală, ci și tradițiile juridice japoneze și coreene. Astăzi, țările care au sisteme de drept civil variază de la Rusia și Turcia până la majoritatea țărilor din America Centrală și Latină.

### Dreptul comun și echitatea

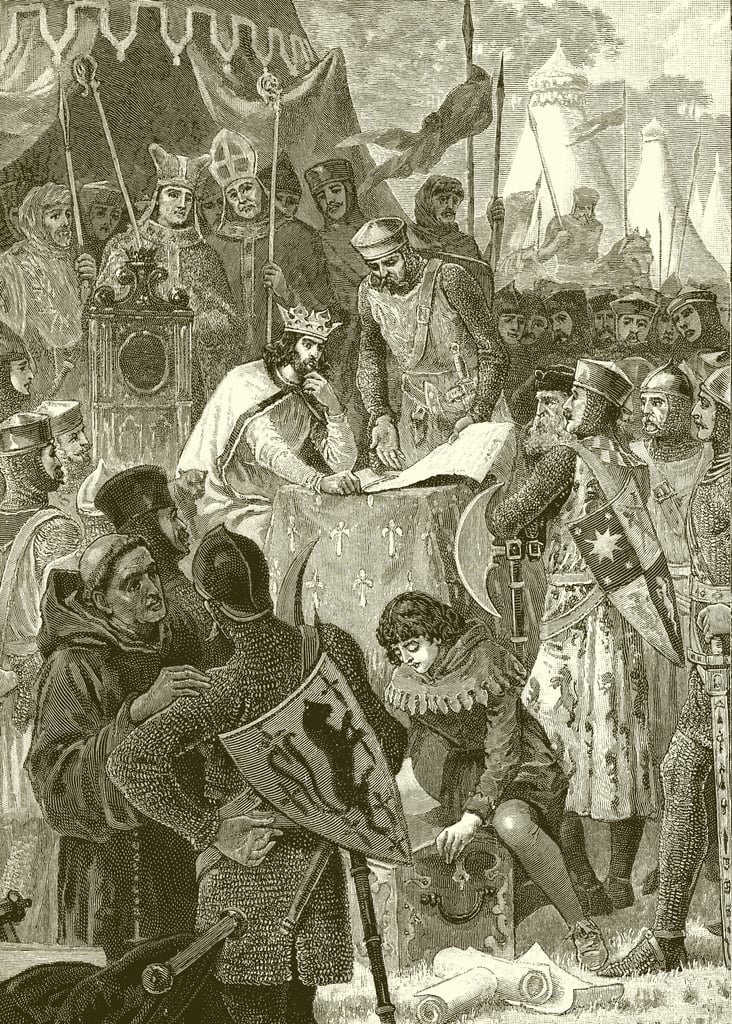
Regele Ioan al Angliei semnează Magna Carta.

În sistemele de drept comun, deciziile instanțelor sunt recunoscute ca „drept” pe aceeași bază ca și statutele legislative și reglementările executive. „Doctrina precedentului”, sau principiul stare decisis (în latină, „a respecta deciziile”), înseamnă că deciziile instanțelor superioare sunt obligatorii pentru instanțele inferioare, asigurând astfel că cazurile similare sunt soluționate în mod consistent. În contrast, în sistemele de drept civil, statutele legislative sunt de obicei mai detaliate, iar deciziile judiciare sunt mai concise și mai puțin detaliate, deoarece judecătorul redactează pentru a soluționa cazul specific, nu pentru a oferi o motivare extensivă care să ghideze instanțele viitoare.
Dreptul comun își are originea în Anglia și a fost moștenit de aproape toate țările care au fost odată parte a Imperiului Britanic (cu excepția Maltei, Scoției, statului american Louisiana și provinciei canadiene Quebec). În Anglia medievală, în timpul cuceririi normande, dreptul varia de la comitat la comitat, bazându-se pe obiceiuri tribale disparate. Conceptul de „drept comun” s-a dezvoltat în timpul domniei lui Henric al II-lea, la sfârșitul secolului al XII-lea, când Henric a numit judecători cu autoritatea de a crea un sistem juridic unificat pentru întreaga țară. Pasul major următor în evoluția dreptului comun a fost impunerea de către baronii regelui Ioan a semnării unui document care limita autoritatea sa de a emite legi. Această „mare cartă” sau Magna Carta din 1215 a cerut, de asemenea, ca judecătorii regali să își țină instanțele și judecățile „într-un loc anume”, în loc să administreze justiția autocratică în locuri imprevizibile din țară. Un grup concentrat și elitist de judecători a dobândit un rol dominant în procesul legislativ sub acest sistem, iar, comparativ cu omologii săi europeni, sistemul judiciar englez a devenit extrem de centralizat. De exemplu, în 1297, în timp ce cea mai înaltă instanță din Franța avea 51 de judecători, Curtea de Common Pleas din Anglia avea cinci. Acest sistem judiciar puternic și coeziv a dat naștere unui proces sistematizat de dezvoltare a dreptului comun.
Pe măsură ce timpul a trecut, mulți au considerat că dreptul comun era excesiv de sistematizat și inflexibil, iar un număr tot mai mare de cetățeni au cerut regelui să abroge dreptul comun. În numele regelui, Lordul Cancelar a început să pronunțe hotărâri pentru a face ceea ce era echitabil într-un caz. Începând cu Sir Thomas Morus, primul avocat numit Lord Cancelar, s-a dezvoltat un sistem de echitate care a evoluat alături de dreptul comun rigid, având propria sa Curte de Echitate. La început, echitatea a fost adesea criticată ca fiind imprevizibilă. Însă, în timp, instanțele de echitate au dezvoltat principii consistente și fundamentate, în special sub conducerea Lordului Eldon. În secolul al XIX-lea în Anglia și în 1937 în SUA, cele două sisteme au fost fuzionate.
În dezvoltarea dreptului comun, lucrările academice au jucat întotdeauna un rol important, atât în colectarea principiilor generale din jurisprudența dispersată, cât și în argumentarea schimbărilor necesare. William Blackstone, începând din jurul anului 1760, a fost primul erudit care a colectat, descris și predat dreptul comun. Astfel, prin analiza și descrierea detaliată a dreptului, cercetătorii care căutau explicații și structuri fundamentale au reformat treptat modul în care dreptul era aplicat efectiv.

### Dreptul religios
Dreptul religios se bazează explicit pe precepte religioase. Exemple includ Halaha evreiască și Șaria islamică — ambele traducându-se prin „calea de urmat”. Dreptul canonic creștin este de asemenea aplicabil în unele comunități religioase. Adesea, implicația religiei asupra dreptului este inexorabilitatea, deoarece cuvântul lui Dumnezeu nu poate fi modificat sau abrogat de judecători sau de autoritățile guvernamentale. Totuși, majoritatea jurisdicțiilor religioase se bazează pe elaborări suplimentare umane pentru a dezvolta sisteme juridice complete și detaliate. De exemplu, Coranul conține norme legale și servește ca sursă de drept suplimentar prin interpretare, Qiyas (raționament prin analogie), Ijma (consens) și precedent. Acestea sunt incluse într-un corpus de drept și jurisprudență cunoscut sub numele de Șaria și Fiqh. Un alt exemplu este Tora sau Vechiul Testament, în Pentateuhul sau Cele Cinci Cărți ale lui Moise. Aceasta conține codul de bază al dreptului evreiesc, pe care unele comunități israeliene aleg să îl aplice. Halaha este un cod de drept evreiesc care rezumă unele dintre interpretările Talmudului.
Un număr de țări aplică Șaria. Dreptul israelian permite părților litigante să aleagă utilizarea legilor religioase dacă doresc acest lucru. Dreptul canonic este aplicat exclusiv de membrii Bisericii Catolice, Bisericii Ortodoxe și Comuniei Anglicane.

#### Dreptul canonic

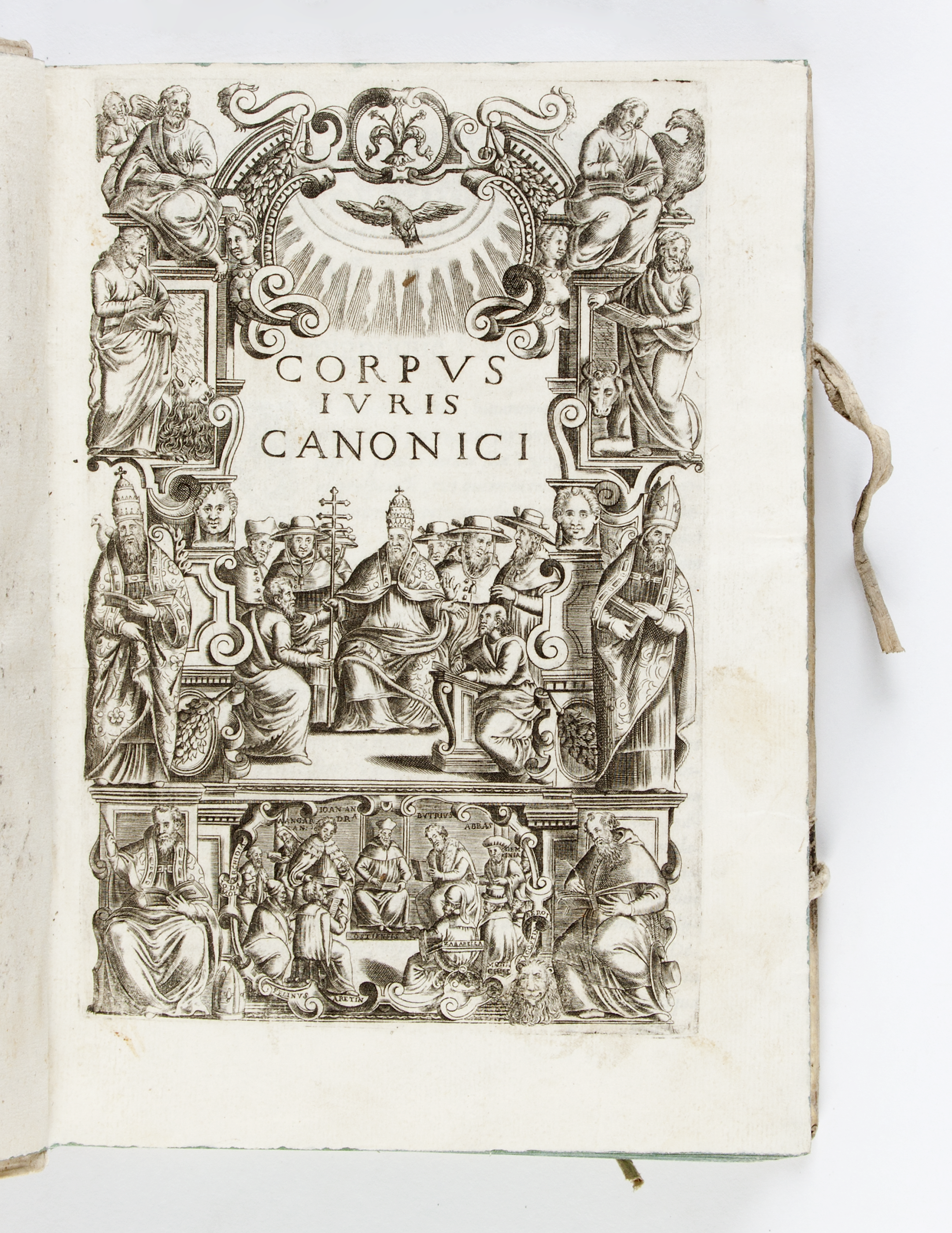
Corpus Juris Canonici, colecția fundamentală de drept canonic catolic timp de peste 750 de ani

Dreptul canonic (din greaca veche: κανών, romanizat: kanon, trad. „riglă dreaptă; standard”) este un set de norme și reglementări stabilite de autoritatea ecleziastică pentru guvernarea unei organizații sau biserici creștine și a membrilor săi. Este dreptul ecleziastic intern care reglementează Biserica Catolică, Biserica Ortodoxă, bisericile vechi orientale și bisericile naționale individuale din cadrul Comuniei Anglicane. Modul în care acest drept bisericesc este legiferat, interpretat și, uneori, judecat variază semnificativ între aceste trei tradiții bisericești. În toate cele trei tradiții, un canon era inițial o regulă adoptată de un consiliu bisericesc; aceste canoane au format baza dreptului canonic.
Biserica Catolică are cel mai vechi sistem juridic în funcțiune continuă din lumea occidentală, care precede evoluția dreptului civil european modern și a sistemelor de drept comun. Codul de Drept Canonic din 1983 reglementează Biserica Romano-Catolică sui iuris. Biserici catolice de rit oriental, care au dezvoltat discipline și practici diferite, sunt reglementate de Codul Canoanelor Bisericilor Orientale. Dreptul canonic al Bisericii Catolice a influențat dreptul comun în perioada medievală prin păstrarea doctrinei dreptului roman, cum ar fi prezumția de nevinovăție.
Dreptul canonic romano-catolic este un sistem juridic complet dezvoltat, cu toate elementele necesare: instanțe, avocați, judecători, un cod juridic detaliat, principii de interpretare juridică și sancțiuni coercitive, deși nu are forță obligatorie în majoritatea jurisdicțiilor seculare.

#### Dreptul Șaria
Până în secolul al XVIII-lea, dreptul Șaria era practicat în întreaga lume musulmană într-o formă necodificată, Codul Mecelle al Imperiului Otoman din secolul al XIX-lea fiind prima încercare de codificare a elementelor dreptului Șaria. Începând cu mijlocul anilor 1940, s-au depus eforturi, în țară după țară, pentru a adapta dreptul Șaria la condițiile și conceptele moderne. În vremurile moderne, sistemele juridice ale multor țări musulmane se bazează atât pe tradițiile dreptului civil și de drept comun, cât și pe dreptul islamic și obiceiuri. Constituțiile anumitor state musulmane, precum Egiptul și Afganistanul, recunosc islamul ca religie de stat, obligând legislativul să adere la dreptul Șaria. Arabia Saudită recunoaște Coranul ca fiind constituția sa și este guvernată pe baza dreptului islamic. Iranul a cunoscut, de asemenea, o reintegrare a dreptului islamic în sistemul său juridic după 1979. În ultimele decenii, una dintre trăsăturile fundamentale ale mișcării de renaștere islamică a fost apelul de a restaura dreptul Șaria, ceea ce a generat o cantitate vastă de literatură și a influențat politica mondială.

### Dreptul socialist
Dreptul socialist se referă la sistemele juridice din statele comuniste, precum fostul Uniunea Sovietică și Republica Populară Chineză. Opinile academice sunt împărțite în ceea ce privește dacă este un sistem distinct de dreptul civil, având în vedere deviațiile majore bazate pe ideologia marxist-leninistă, cum ar fi subordonarea puterii judecătorești partidului de guvernământ.

## Funcțiile dreptului
Prin funcțiile dreptului se înțelege modul propriu-zis în care valorile sale sunt puse în evidență în cadrul societății. Funcțiile sale sunt, așadar:

### Funcția normativă
Funcția normativă exprimă poziția specifică a dreptului în viața socială față de problematicile de ordin juridic care ar putea apărea. Prin urmare, pentru a fi eficient, dreptul necesită ca prin normele sale să reflecte cerințe reale și semnificative pentru împrejurimile în care se aplică. Normele sociale necesită să își dovedească utilitatea, contribuind la consolidarea și menținerea pașnică a raporturilor interumane.

## Drept public
Caracteristic dreptului public este raportul de subordonare dintre subiectele raportului juridic.
- Drept penal - reglementează relațiile dintre individ și societate, individ ca membru al societății organizate (în stat) și societatea în întregul ei (statul). Dreptul penal, prin Codul Penal și alte legi, stabilește care din acțiunile sau inacțiunile oamenilor au caracter penal și, astfel, necesită o tragere la răspundere a persoanei sau persoanelor care se fac vinovate.
- Drept procesual penal - reglementează modul de desfășurare a proceselor cu caracter penal în instanță
- Drept constituțional - reglementează organizarea etatică a statului
- Drept administrativ- totalitate de norme juridice și principii de drept, care se referă la organizarea și funcționarea administrației publice.
- Drept financiar- reglementează politica financiar-fiscală a statului
- Drept bancar- reglementează activitatea băncilor și a altor instituții de credit
- Drept internațional public - reglementează raporturile juridice la nivel de stat

## Drept privat
Raporturile de drept privat sunt caracterizate de o egalitate a subiectelor raportului juridic.
- Drept civil- reglementează raporturile patrimoniale și nepatrimoniale în care părțile figurează ca subiecte egale în drepturi, unele raporturi personale legate de individualitatea persoanei, precum și condiția juridică a persoanelor fizice și a altor subiecte colective, în calitatea lor de participante la raporturile juridice civile.
- Drept procesual civil - reglementează modul de desfășurare a proceselor în instanță, altele decât cele cu caracter penal.
- Drept comercial- este definit ca fiind o ramură a dreptului privat, cuprinzând ansamblul reglementărilor privind relațiile sociale cu caracter de comercialitate. Obiectul dreptului comercial este raportul juridic comercial, adică o relație socială formată pe baza unei norme juridice comerciale și în care participanții devin titulari de drepturi și obligații comerciale și a căror poziție juridică este egală.
- Dreptul muncii- cuprinde normele juridice aplicabile relațiilor individuale și colective care se nasc între patroni (persoane fizice sau persoane juridice) și salariații care prestează muncă sub autoritatea lor. Izvorul acestor relații îl constituie contractul individual de muncă.
- Dreptul familiei - cuprinde norme de reglementare a relațiilor sociale ce au la bază familia
- Dreptul proprietății intelectuale - reglementează dreptul de autor și alte drepturi conexe, dreptul de proprietate industrială, precum și alte relații sociale ce țin de domeniul proprietății intelectuale
- Drept internațional privat - reglementează raporturile juridice dintre persoane fizice sau juridice ce au în componență un element de extraneitate.
- Dreptul comerțului internațional - reglementează raporturile juridice dintre comercianți cu caracter de internaționalitate

## Diferența între sistemul de drept romano-german și cel anglo-saxon
Sistemul de drept romano-german este diferit de cel anglo-saxon (american sau britanic) în sensul că jurisprudența (hotărârile judecătorești) și doctrina (comentariile de specialitate) sunt considerate izvoare indirecte de drept, adică nu au aplicabilitate directă, ci mediată, doar dacă judecătorul apreciază că sunt utile cauzei, pe când legea este considerată izvor direct.

## Alte ramuri ale dreptului
Mai sunt de menționat:
- Drept comunitar, reglementează problemele de drept înăuntrul Uniunii Europene.
- Drept aero-spațial
- Drept maritim
- Drept ecleziastic
- Drept canonic
- Drept arhivistic

Ca obiecte de învățământ:
- Drept roman
- Istoria dreptului
- Teoria Generală a Dreptului